# Nepalicrepis
Nepalicrepis là một chi bọ cánh cứng trong họ Chrysomelidae.
Chi này được miêu tả khoa học năm 1969 bởi Scherer.

## Các loài
Các loài trong chi này gồm:
- Nepalicrepis besucheti Scherer, 1989
- Nepalicrepis brunneus Medvedev, 1990
- Nepalicrepis castaneus Gruev, 1990
- Nepalicrepis himalayensis Doberl, 1991
- Nepalicrepis loebli Scherer, 1989
- Nepalicrepis schereri Doberl, 1991
- Nepalicrepis smetanai Scherer, 1989